# 리로모나스속
리로모나스속(Lyromonas)은 엑스카바타계에 속하는 원생생물 속이다. 리로모나스 불가리스(Lyromonas vulgaris) 종을 포함하고 있다.